# Maria da manta
A maria da manta é um ser mítico do folclore português.
Ela surge como uma entidade malévola e assustadora do sono, um monstro com cornos e lume nos olhos que mora nos rios lagos e poços. Segundo as lendas, ela atrai as crianças que se aproximam destes lugares aquáticos e afoga-as.  Enquadra-se num conjunto de criaturas chamado Medos ou Papões, por serem utilizados pelos pais e educadores para assustar as crianças, procurando limitar o seu raio de ação para prevenir que aquelas se aproximassem de locais perigosos. No caso da Maria da Manta, os rios, ribeiras, lagos e charcas eram os locais perigosos a evitar*  Leite de Vasconcelos diz que a Maria-da-Manta é uma "evidente transformação de uma antiga divindade." Também conhecida como Marimanta em mirandês e na Galiza. Em Badajoz celebra-se a queima da Marimanta.
Maria da manta
tem os boches na garganta
Tem lume nos olhos
E lenha nos cornos
Tem leite nas tetelioilas
Corre montes e vales
E pés de altares
E mata meninos aos pares.